# Bicurga
Bicurga és un municipi de Guinea Equatorial, de la província de Centre Sud, a la zona continental de Mbini. El 2015 tenia 2.318 habitants.